# Jozef Urban
Jozef Urban (ur. 20 listopada 1964 w Koszycach, zm. 28 kwietnia 1999) – słowacki poeta, tekściarz i publicysta.
Po ukończeniu szkoły średniej w Koszycach studiował w Wyższej Szkole Ekonomicznej w Bratysławie. Następnie pracował jako redaktor czasopisma „Literárny týždenník”, a z czasem przeszedł do redakcji periodyku „Dotyky”. W 1990 r. był redaktorem naczelnym tegoż pisma.
Jego dorobek pisarski obejmuje cztery zbiory poezji, tomik esejów oraz publikację dla dzieci. Debiutował w 1985 r. zbiorem Malý zúrivý Robinson, który przyniósł mu nagrodę Ivana Kraski.
Pisał teksty dla takich artystów jak Ján Lehotský, Marcela Laiferová, Miroslav Žbirka, Peter Lipa, Marcel Palonder i Beáta Dubasová. Współpracował także z grupą muzyczną Money Factor. Był autorem tekstu utworu „Voda, čo ma drží nad vodou”, jednego z najsłynniejszych przebojów zespołu Elán. Stworzył również libretto słowackiego musicalu Kráľ Dávid.
28 kwietnia 1999 zginął w wypadku samochodowym na drodze między Zwoleniem a Detvą.